# Рен, Стефан
Сте́фан Рен (швед. Stefan Rehn; род. 22 сентября 1966, Стокгольм, Швеция) — шведский футболист, ныне футбольный тренер.
Бронзовый призёр чемпионата мира 1994 в составе сборной Швеции.

## Клубная карьера
В молодости Рен играл за «Сундбюбергс». В 1984 году подписал свой первый профессиональный контракт с клубом «Юргорден». До 1989 года играл в Аллсвенскан, прежде чем переехал на один сезон в «Эвертон», который тогда выступал в Первом дивизионе. В 1990 году вернулся в Швецию и отправился в «Гётеборг». До 1995 года выиграл пять чемпионских титулов и Кубок Швеции. В 1995 году снова уехал за границу, на этот раз в швейцарский клуб «Лозанна». С клубом дважды становился обладателем Кубка Швейцарии. В 2000 году вернулся в Швецию, обратно в свой первый профессиональный клуб. С «Юргорденом» в 2002 году отпраздновал дубль, выиграв чемпионат и кубок, после чего закончил карьеру.

## Международная карьера
Сыграл 45 матчей за сборную Швеции. Участвовал на домашнем для Швеции чемпионате Европы 1992 года и ЧМ-1994, прошедшим в США, где на каждом из турниров, вместе со сборной дошёл до полуфинала.

## Тренерская карьера
В 2003 году взял на себя обязанности помощника главного тренера «Юргордена», с которым выиграл два чемпионата и кубка. С 2007 года совместно с Юнасом Ульссоном тренировал «Гётеборг». В дополнение к выигранному чемпионату Швеции 2007 года выиграл кубок в 2008 году.

## Достижения

### Как игрок
- Чемпион Швеции (6): 1990, 1991, 1993, 1994, 1995, 2002
- Обладатель Кубка Швеции (2): 1991, 2002
- Обладатель Кубка Швейцарии (2): 1998, 1999

### Как тренер
- Чемпион Швеции (3): 2003, 2005, 2007
- Обладатель Кубка Швеции (3): 2004, 2005, 2008